# Парусник Бахус
Парусник Бахус или парусник Вакх (лат. Papilio bachus) — дневная бабочка из семейства Парусники. Видовое название дано в честь Бахуса — в древнегреческой мифологии бога виноделия.

## Описание
Размах крыльев 11—13 см. Основной фон крыльев тёмно-коричневый, почти чёрный, он покрывает около половины переднего крыла, прорезан яркими жёлто-оранжевыми линиями, расходящимися от корня крыла. Задние крылья с пунктирной белой и укороченной оранжевой перевязями. Учёным не удалось поймать и описать ни одного экземпляра самки этого вида.

## Подвиды
Номинативный подвид P. bachus bachus (Колумбия, Эквадор) немного крупнее и ярче подвида P. bachus chrysomales (Перу, Боливия).

## Ареал
Венесуэла, Колумбия, Эквадор, Перу, Боливия.